# Римський Форум

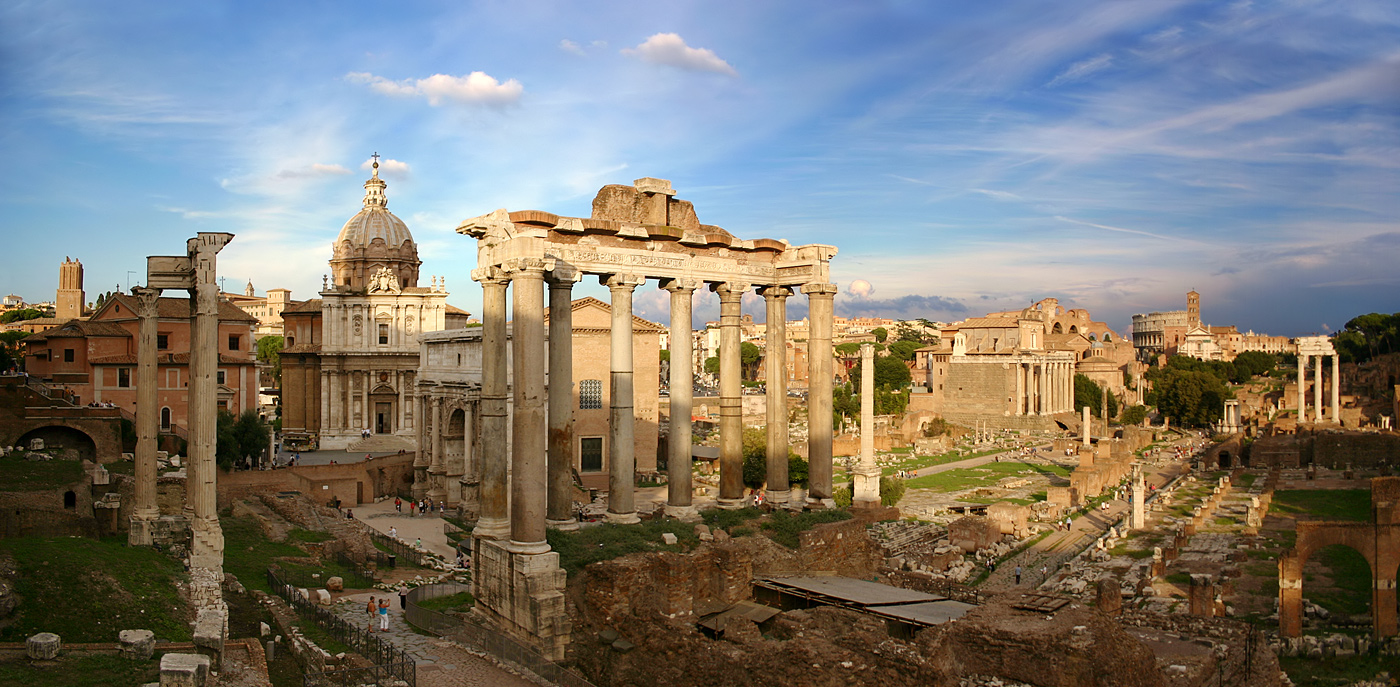
Римський форум, в центрі — колони храму Сатурна, за ними тріумфальна Арка Септіміуса Северуса

Римський Форум (лат. Forum Romanum) — площа в центрі Стародавнього Рима разом з прилеглими будівлями. Спочатку на ній розташовувався ринок, пізніше вона охопила коміції (замість народних зібрань), курію (замість засідань Сената) та придбала також політичні функції.
Римський Форум, подібно форумам в інших давньоримських містах, служив центром суспільного життя, та з повсякденного спілкування людей еволюціонувало тематичне спілкування, що носить всі ознаки того, що ми сьогодні називаємо «Форум»: форум як міжнародний конгрес і інтернет-форум.

## Історія
Форум, розташований у долині між трьома пагорбами — Палатин, Капітолій і Есквілін, в давні часи був пустельною болотистою місцевістю, яка була осушена за часів правління царя Тарквінія Стародавнього завдяки масштабним роботам з будівництва стічних канав і прокладці кам'яної Великої клоаки, поєднаної з дренажною системою. Після осушення області почалося будівництво Форуму, одна частина якого призначалася для крамниць, інша — для публічних церемоній, релігійних свят, проведення виборів у канцелярію і магістрати, для ораторських трибун і винесення вироків засудженим. Після Пунічних воєн у зв'язку з переплануванням міста Форум набув нового вигляду. У II столітті до н. е. тут спорудили базиліки Порція, Семпронія та Емілія; побудували заново храм Кастора і Полукса, храм Конкордії та проклали нові дороги, щоб забезпечити зв'язок між Форумом та іншими районами міста. В епоху правління Августа Форум Романум в результаті поступової забудови досяг таких величезних розмірів, що перетворився на центр ділового, релігійного та суспільного життя міста. Потім настав довгий період спаду активності Форуму, і новий його розквіт настає в епоху правління Максенція і Костянтина, які дали вказівку побудувати базиліку Ромула і базиліку Костянтина.
В період занепаду Римської імперії Форум випробував згубні наслідки нашестя варварів, особливо готів — в 410 році н.е. і вандалів — у 455 році н.е.
З виникненням християнства перші християни стали зводити на місці Форуму свої церкви, в числі яких церква Св. Вакха і Св. Сергія на Священній дорозі, церква Св. Адріана на місці Курії і церква Санті Козма э Даміано на місці храму Миру. З часом Форум був повністю покинутий. Частина будівель, що обрушилися, була використана жителями для будівництва будинків, але більшість розвалин була знищена. У середні століття на цьому місці пасли худобу, звідки виникла назва Кампо Ваччіно. У подальші століття Форум повністю був відданий забуттю, і лише на початку нашого століття працями археологів, архітекторів і реставраторів вдалося відновити для нащадків цей грандіозний ансамбль стародавнього, республіканського і імператорського Риму.

## Храми
- Храм Сатурна
- Храм Діоскурів
- Храм Вести
- Храм Венери і Роми
- Храм Антоніна та Фаустіни
- Храм Цезаря
- Храм Веспасіана
- Храм Конкордії

## Галерея

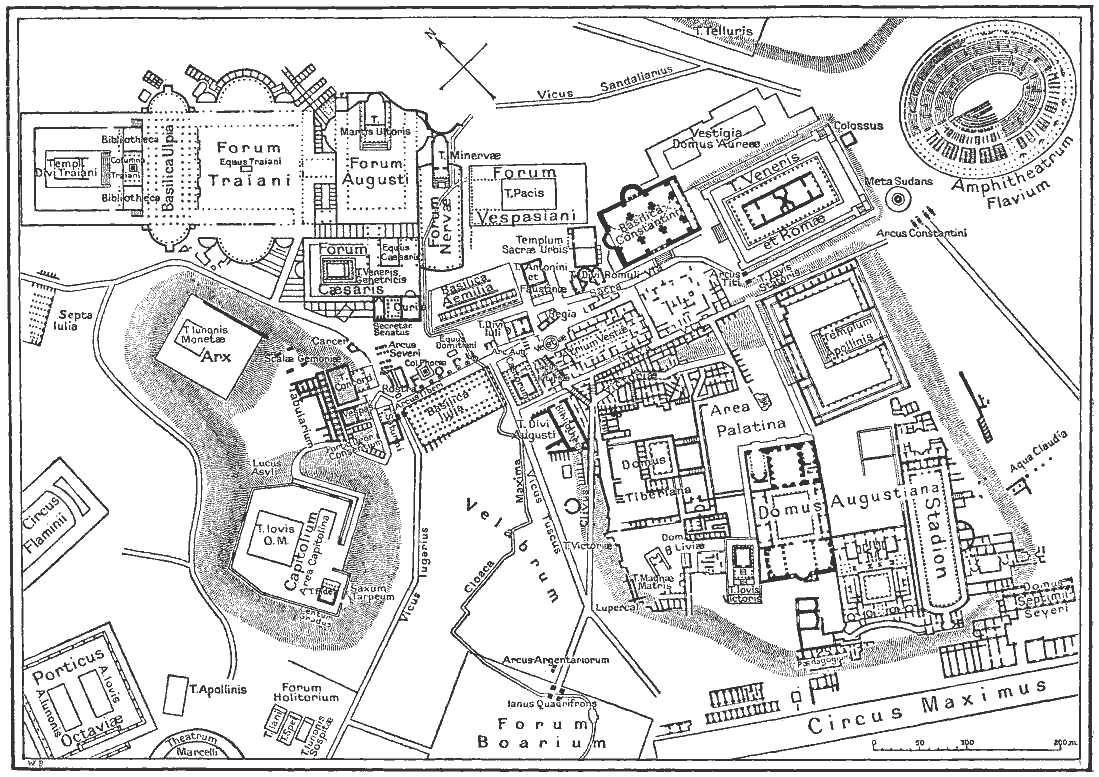
План
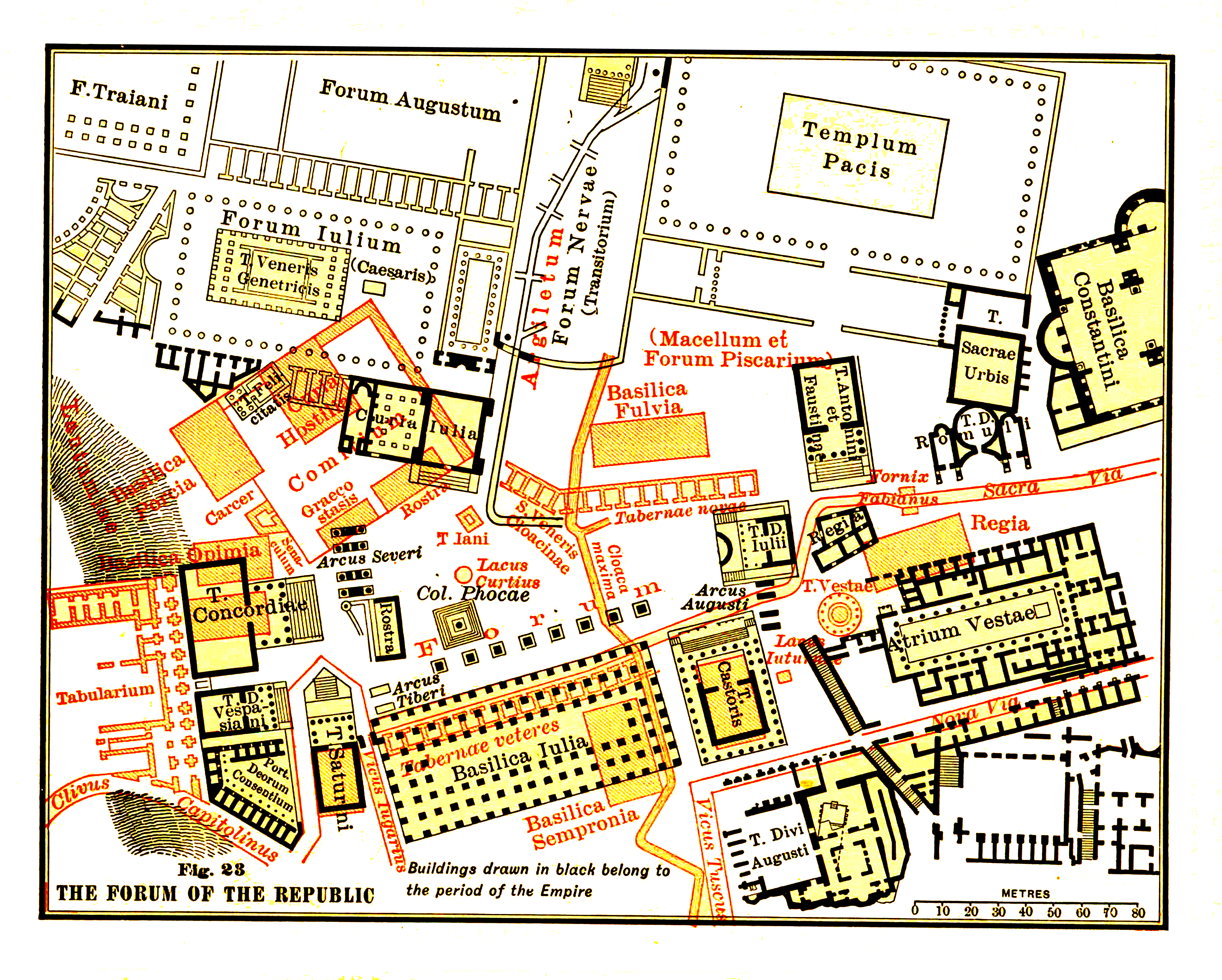
План
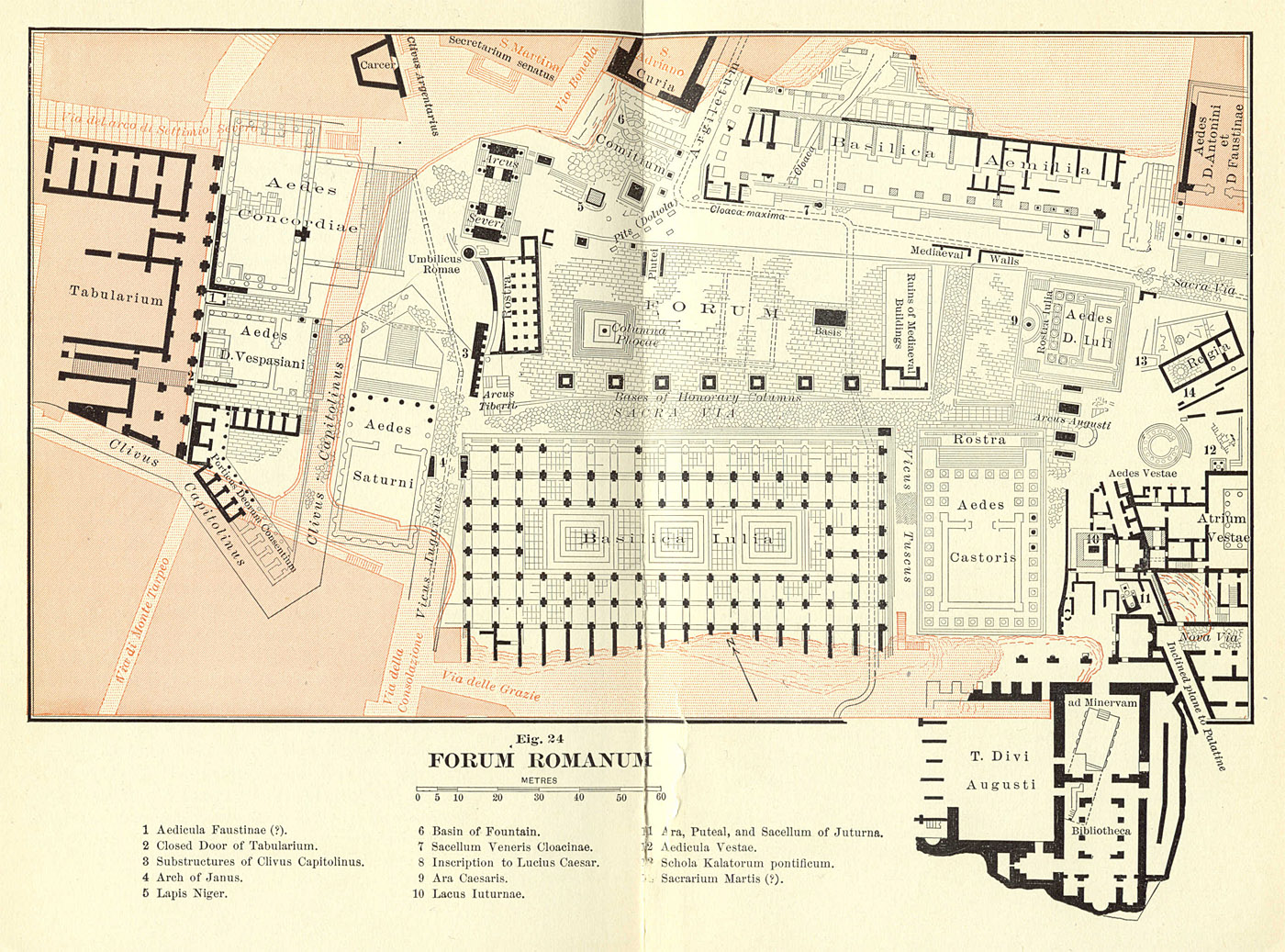
План
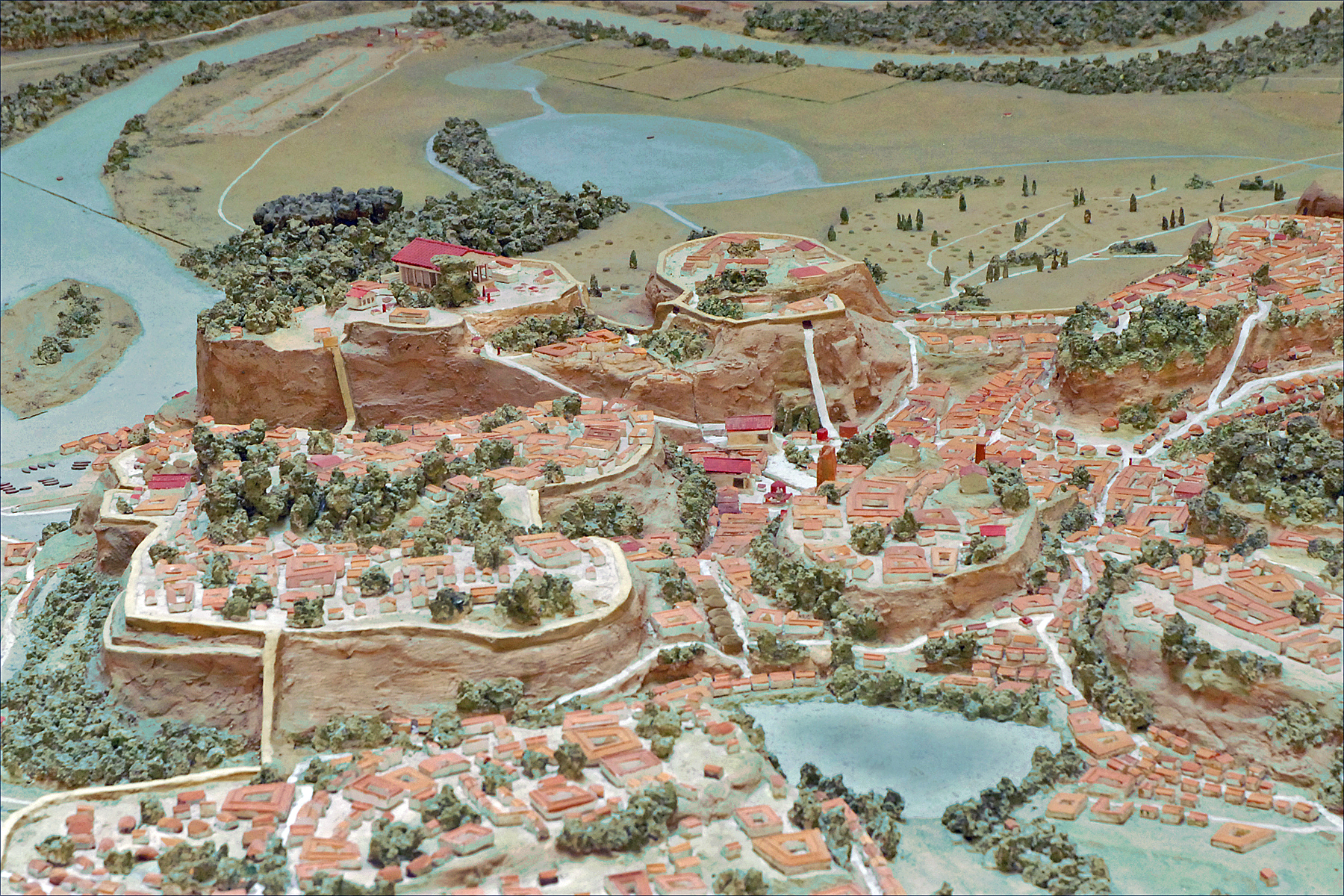
Макет
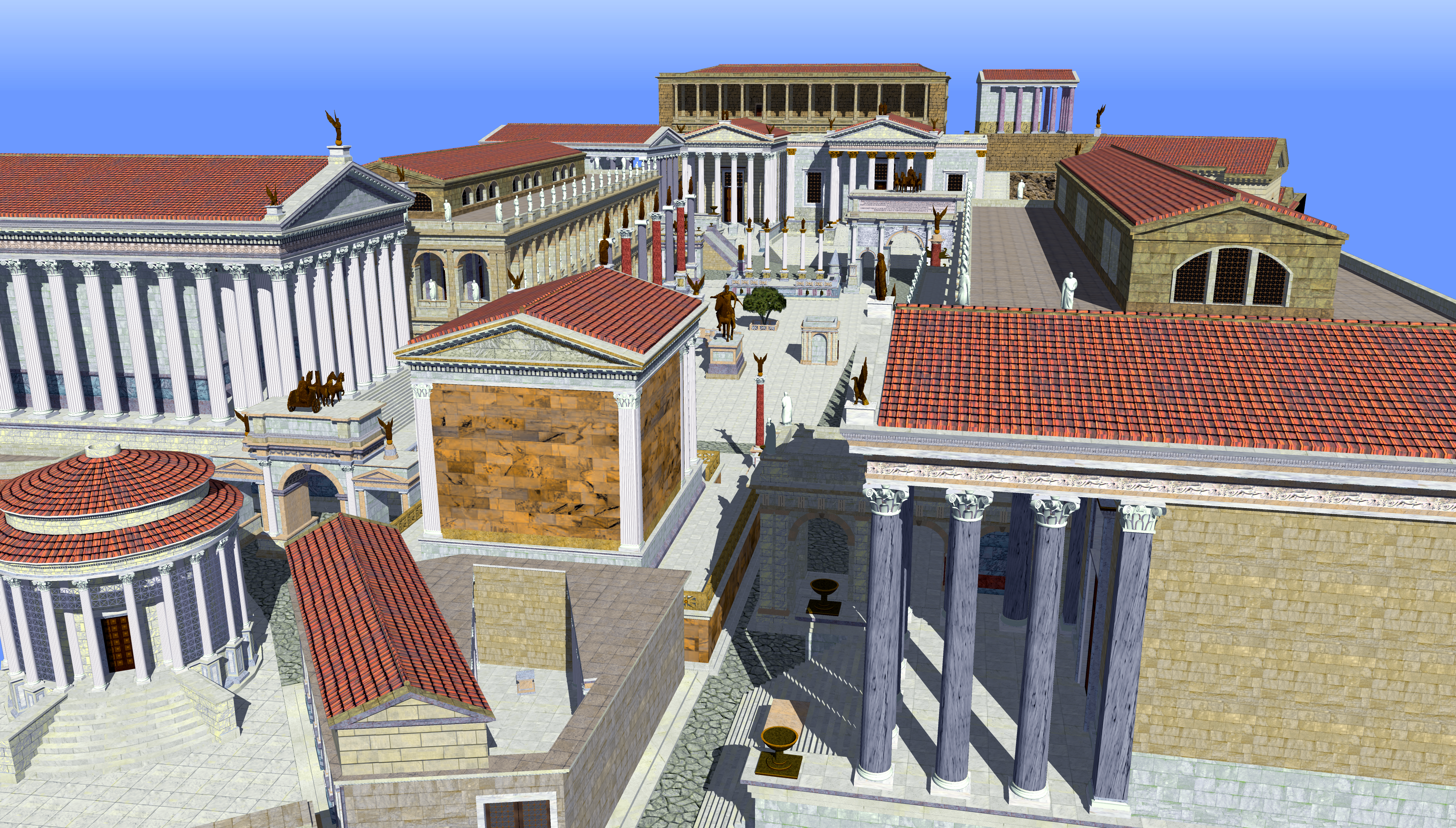
Модель
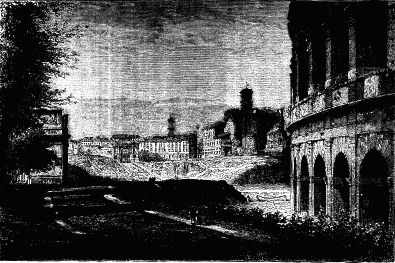
Гравюра
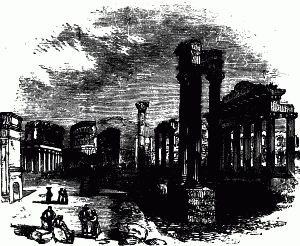
Гравюра
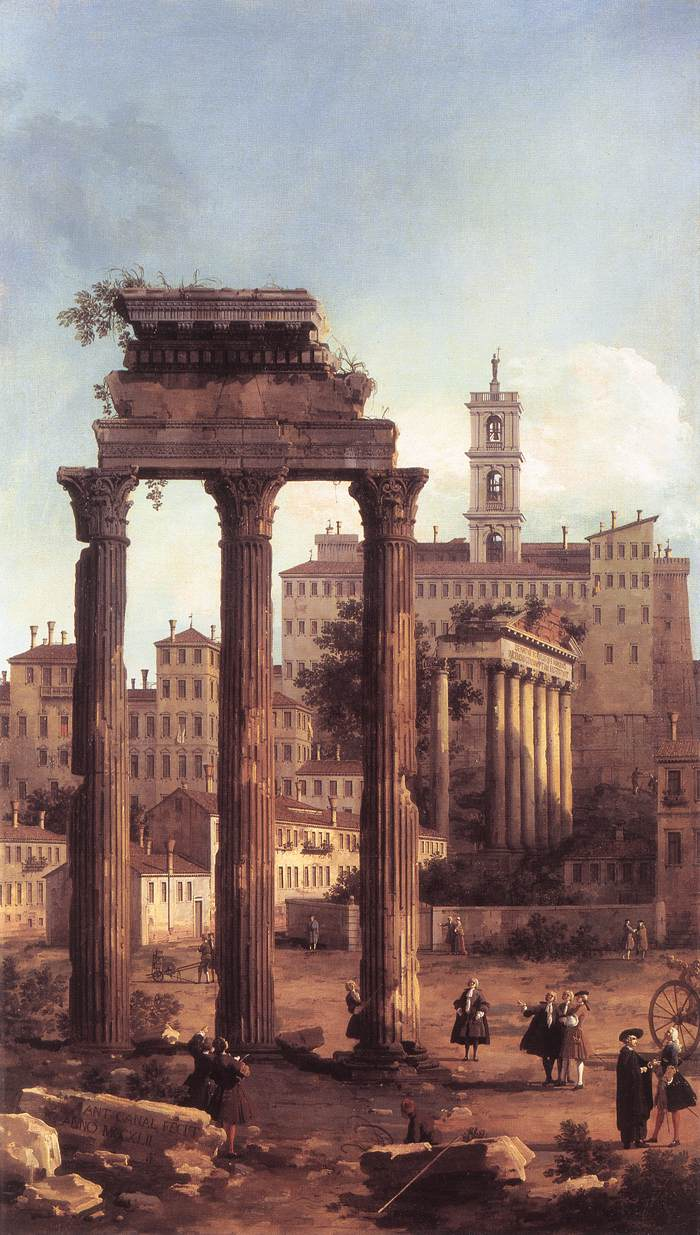
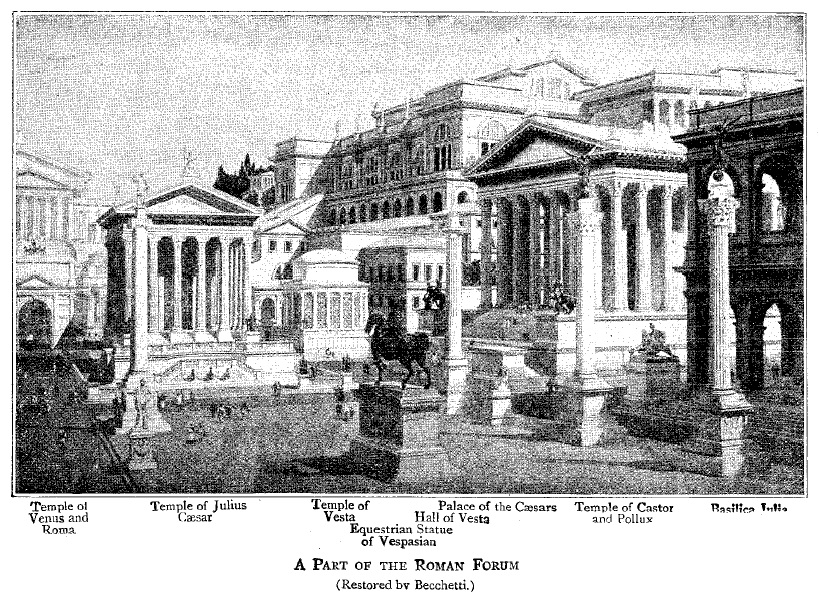
Гравюра можливого виду форуму з підписами будівель
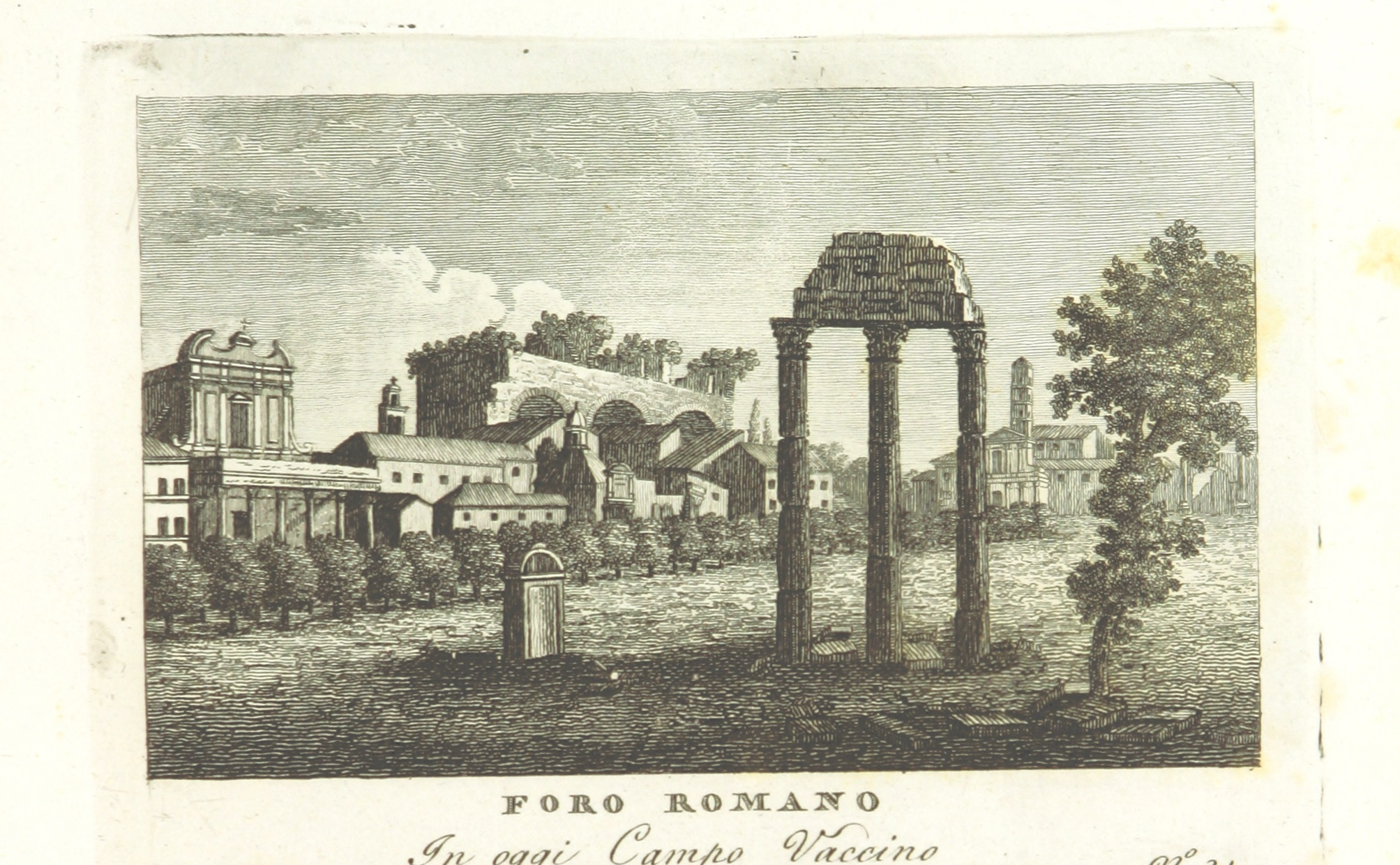
Гравюра
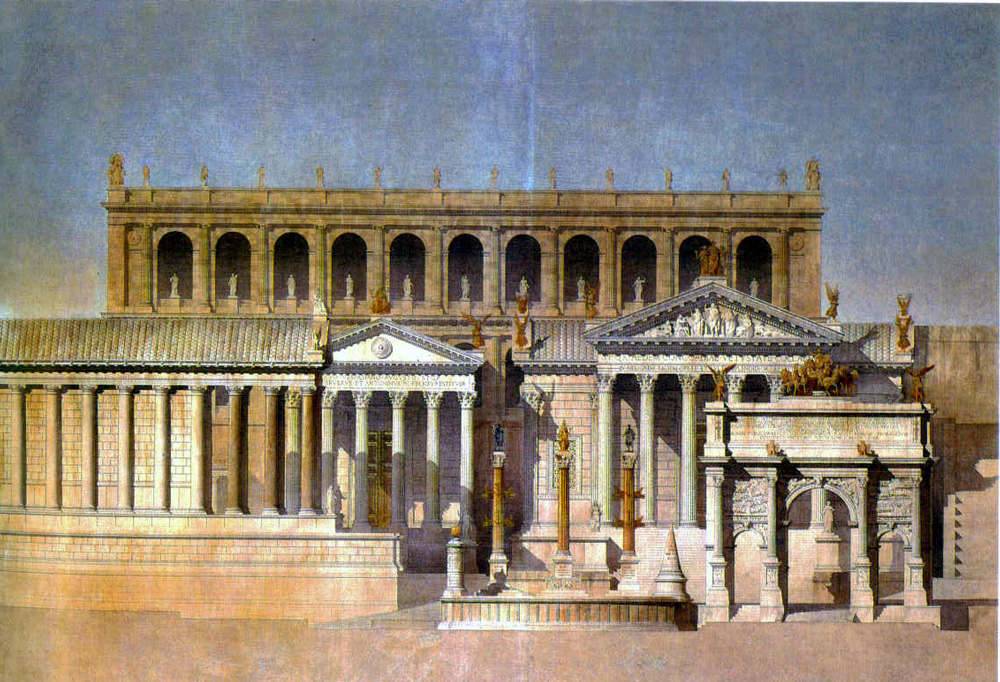
Реконструкція вигляду форуму, 1866
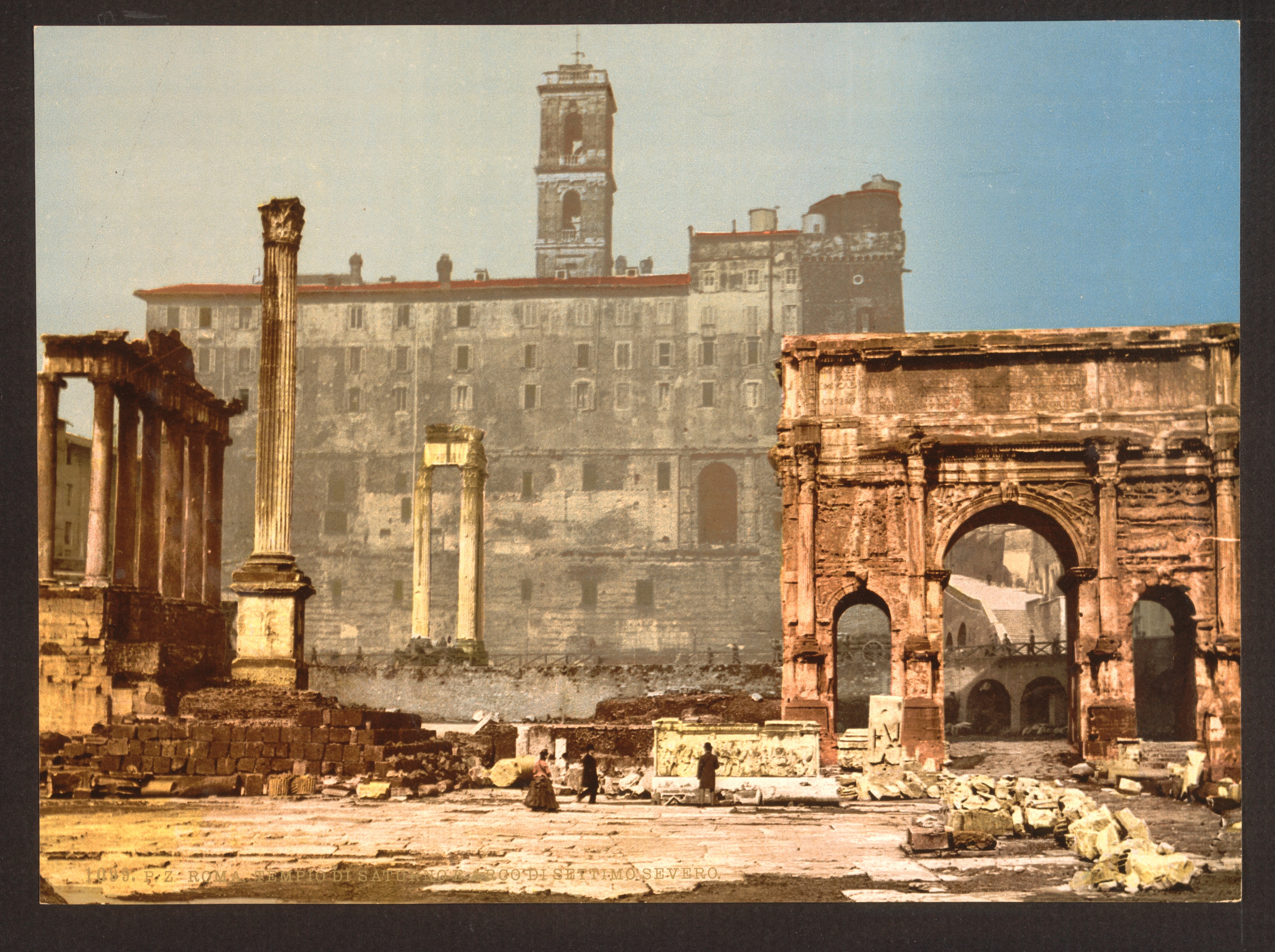
Фото, 1890-1900
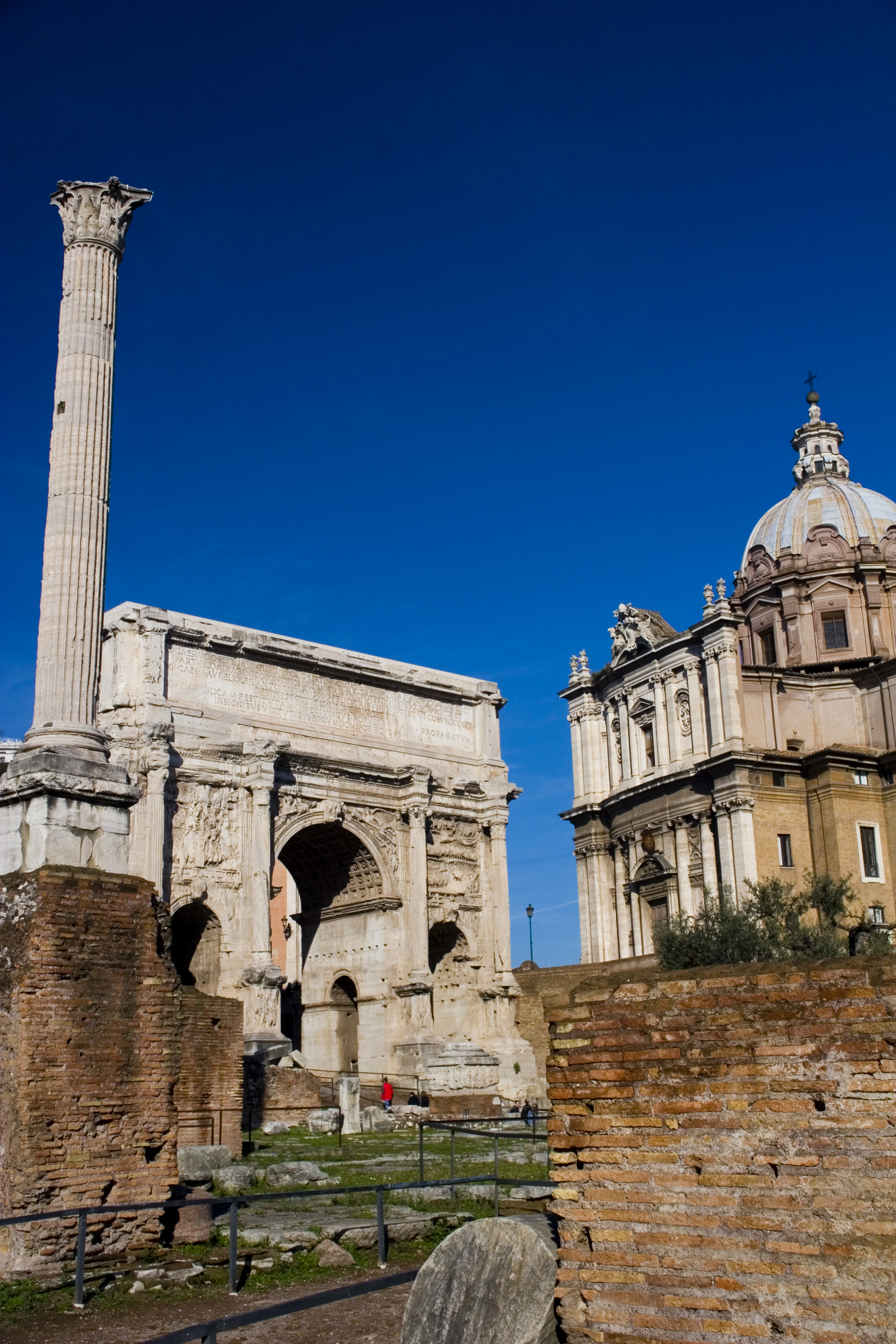
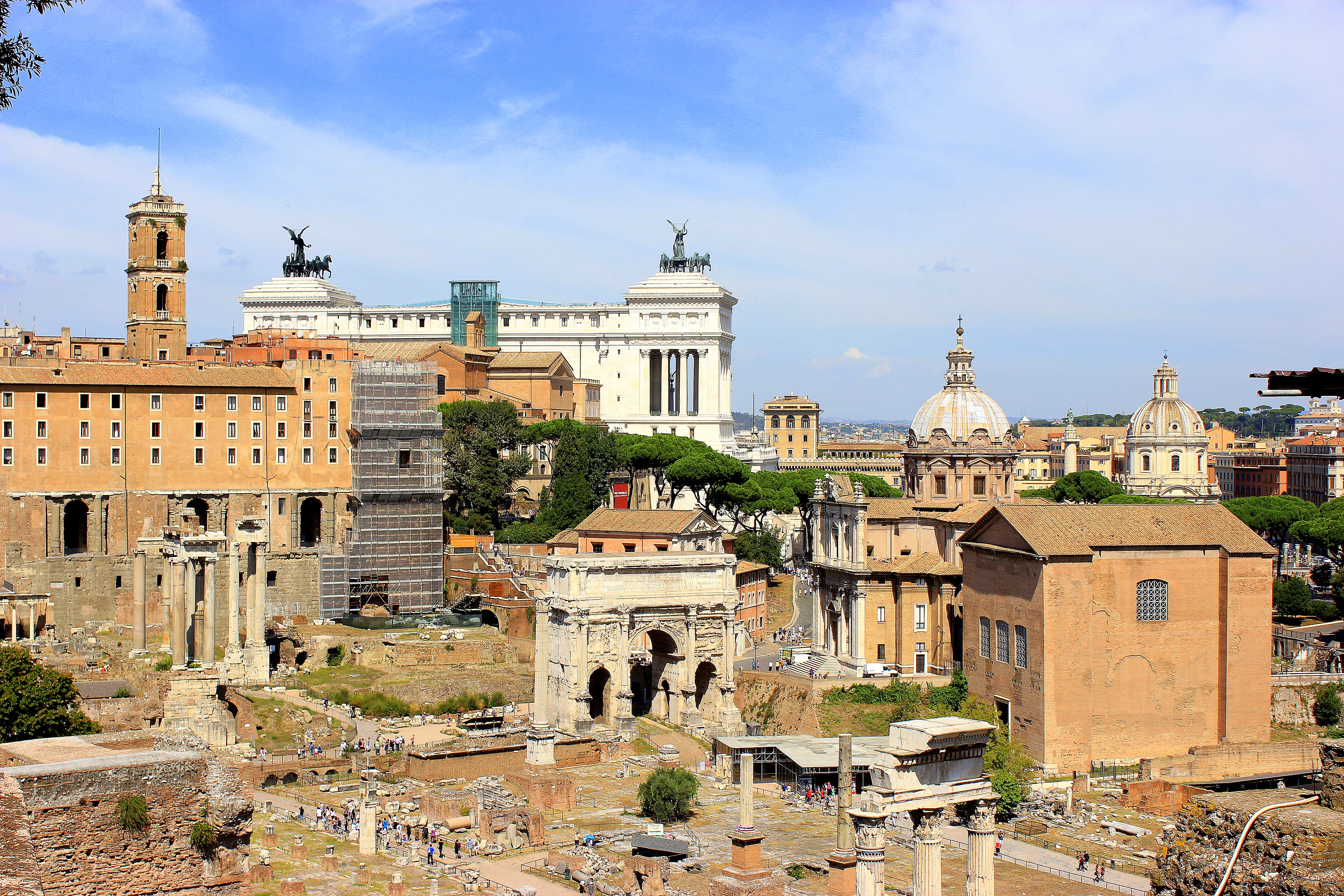
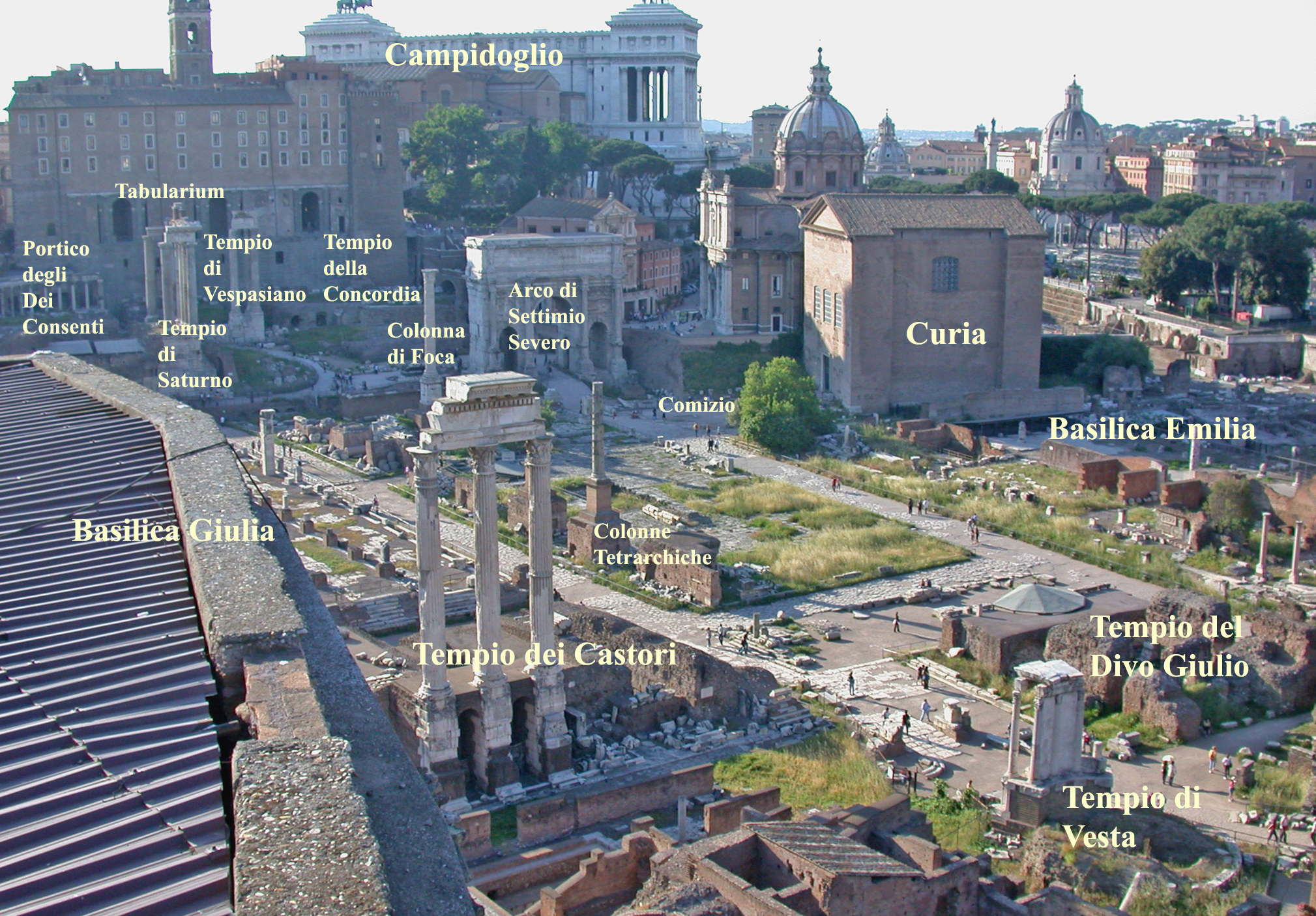
Форум з підписаними будівлями
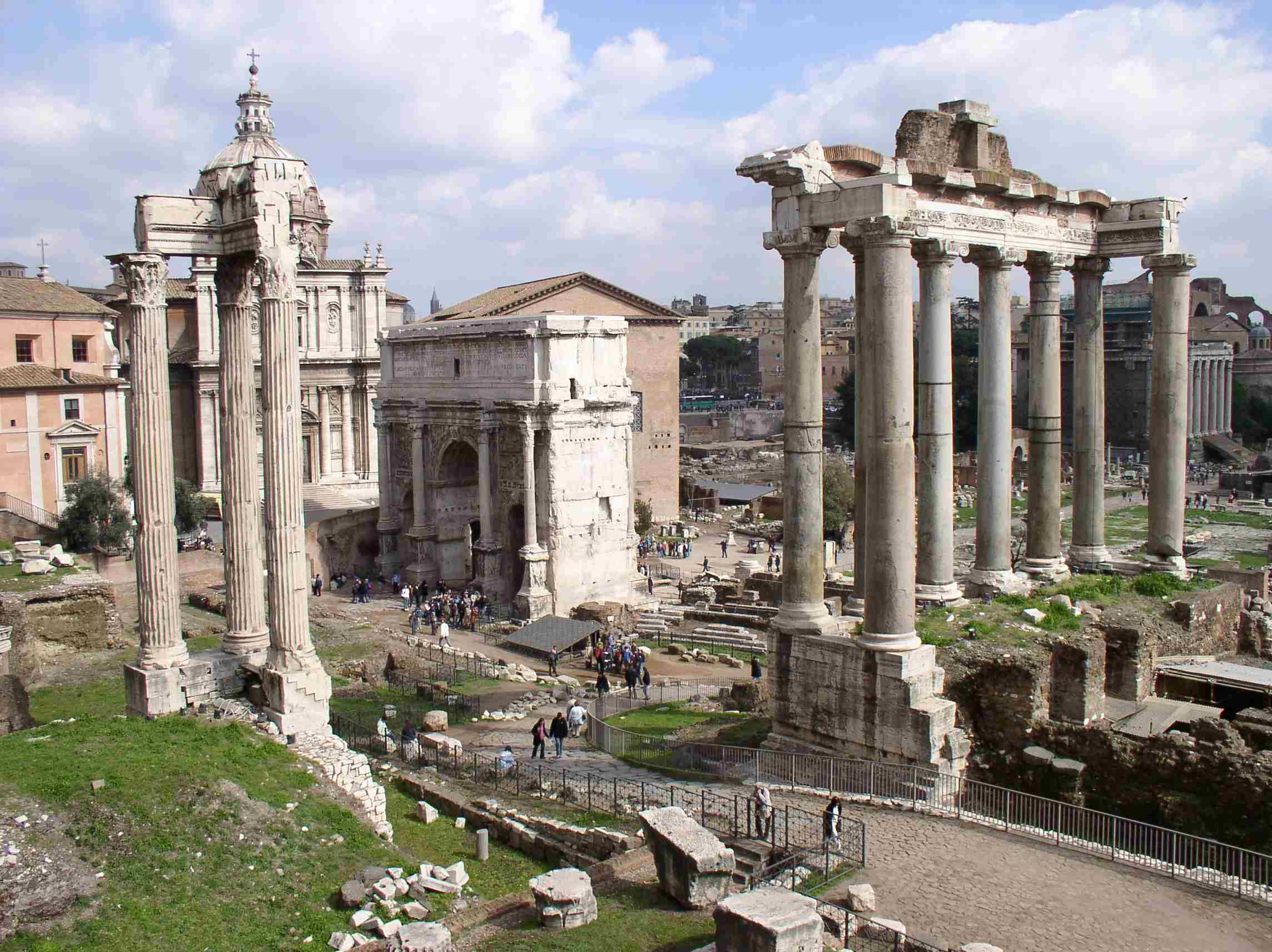
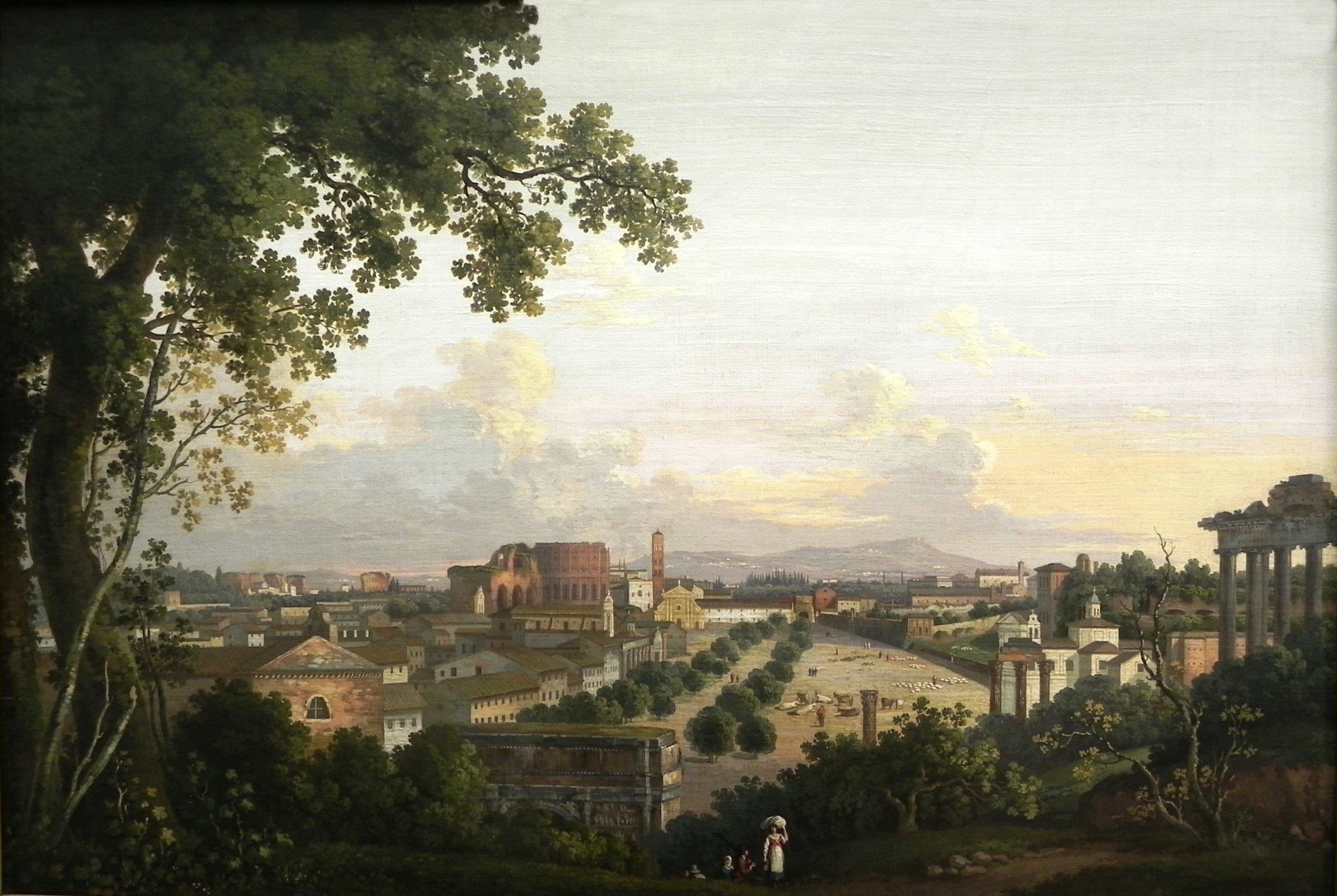
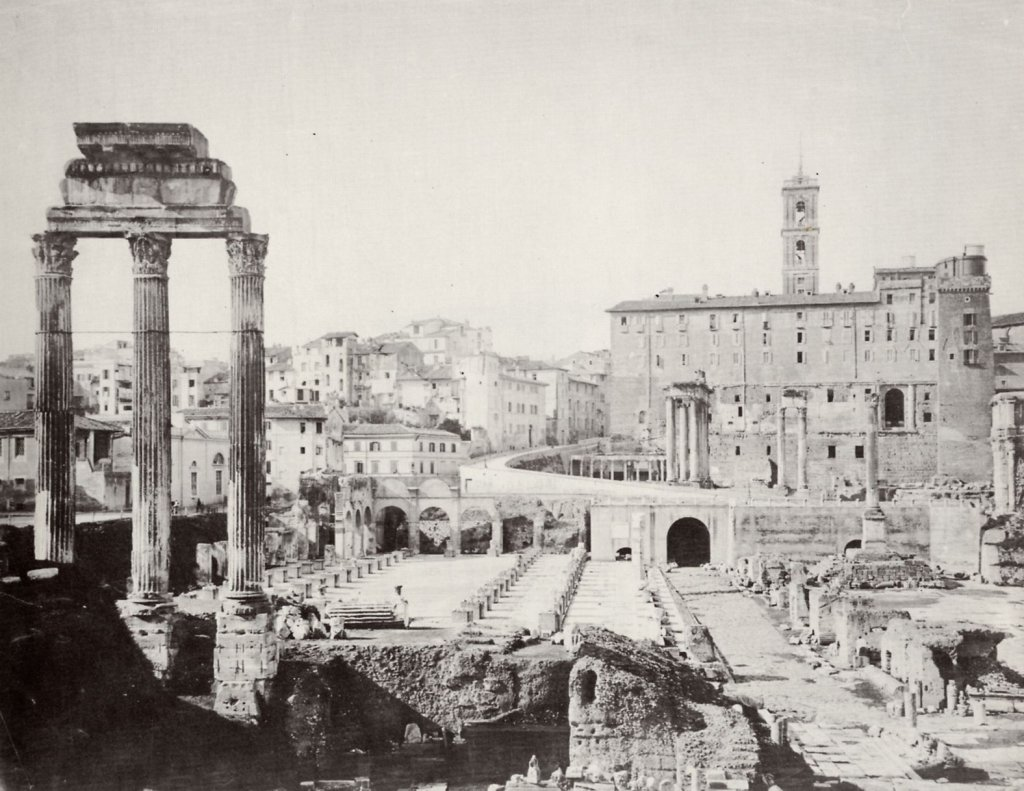
1880
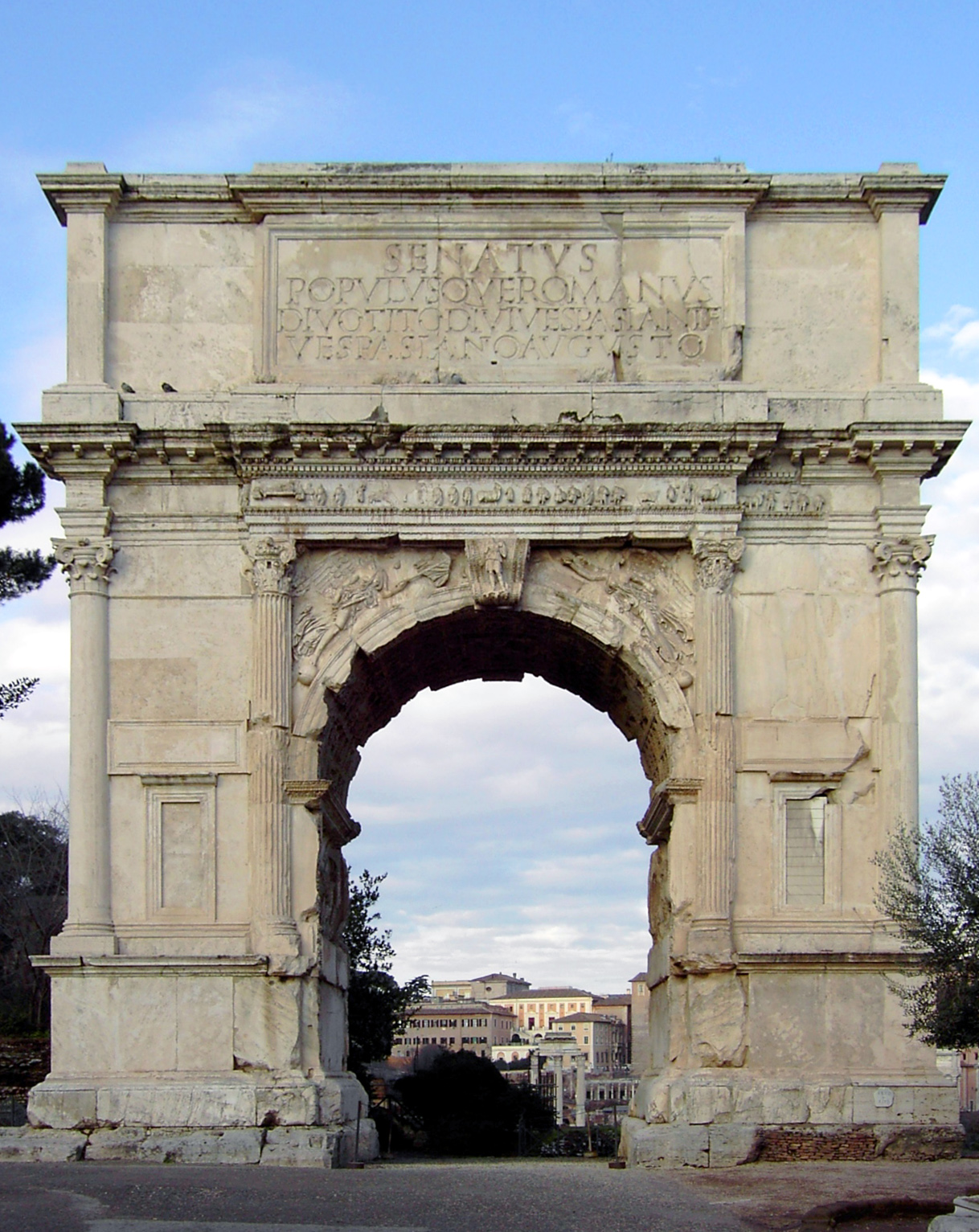
Арка Тіта
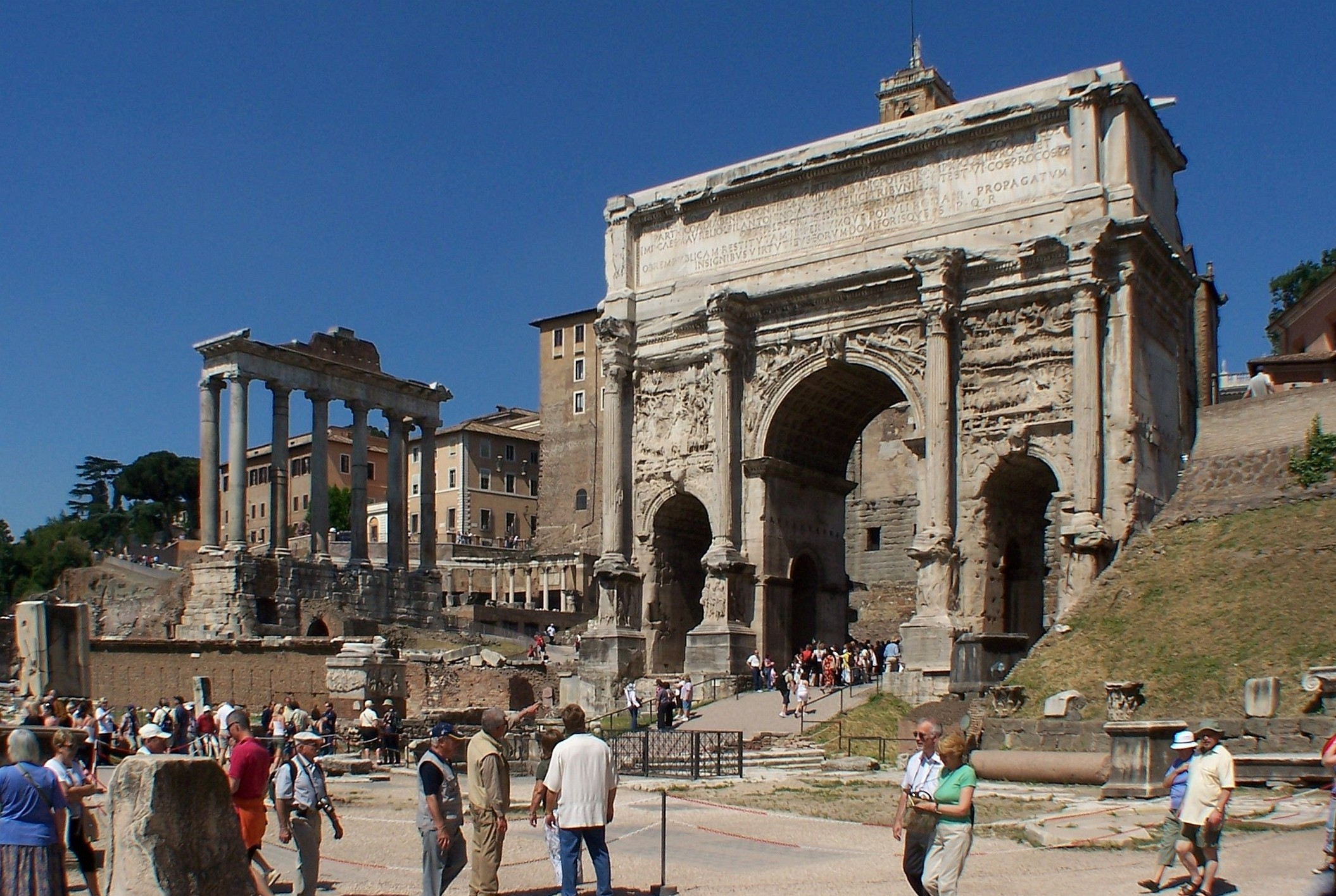
Арка Септимія Севера
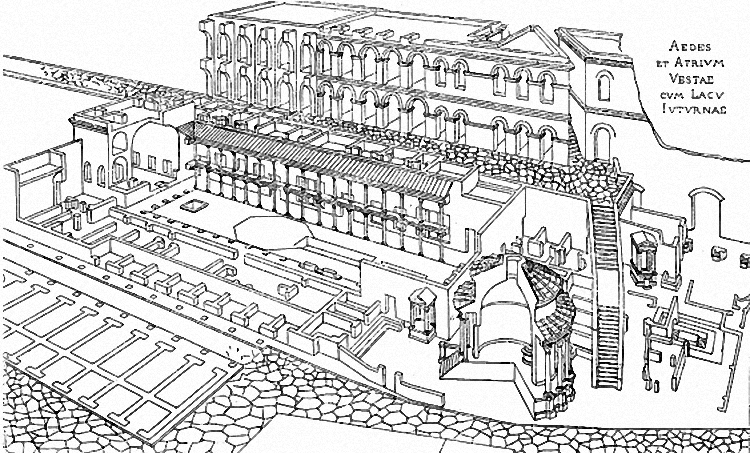
Храм Вести
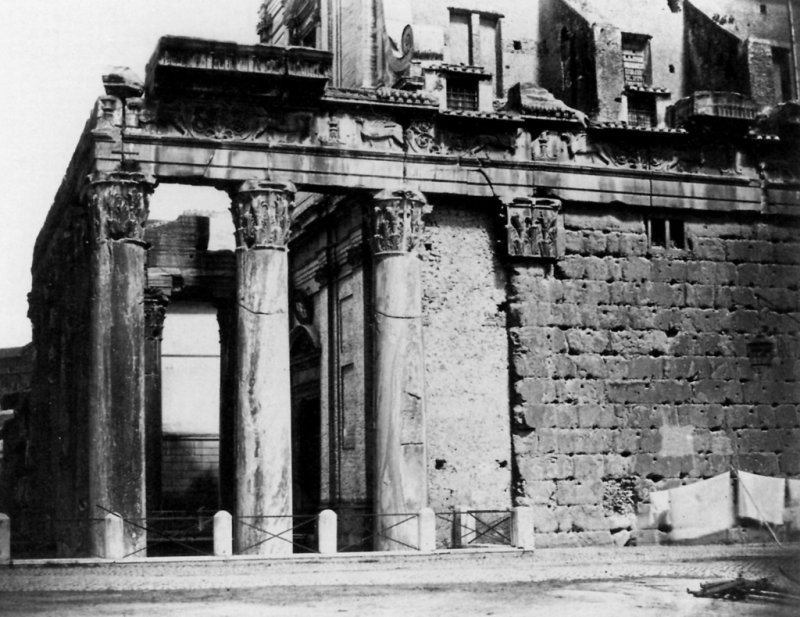
Храм Антоніна та Фаустіни, 1860
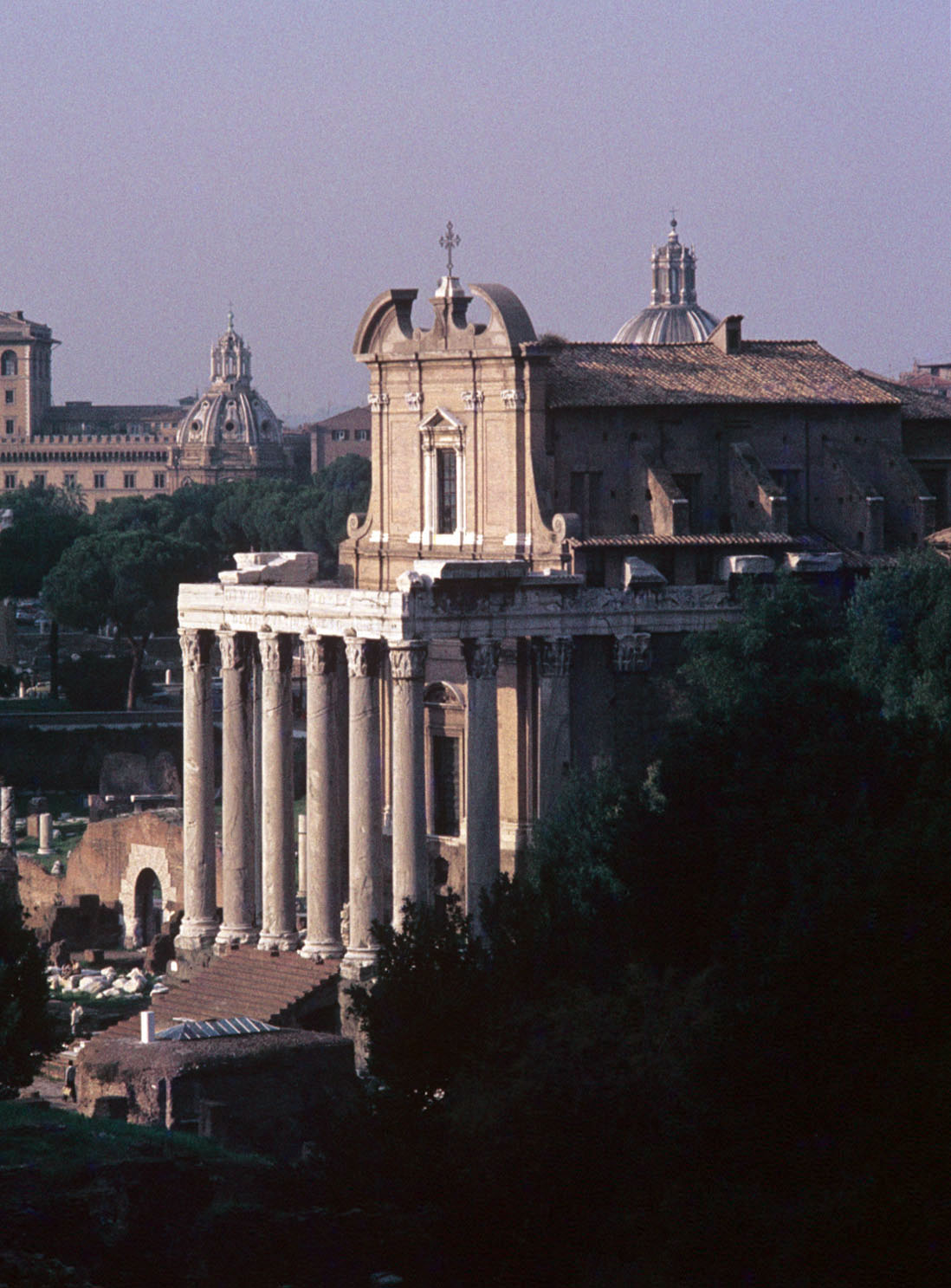
Храм Антоніна та Фаустіни
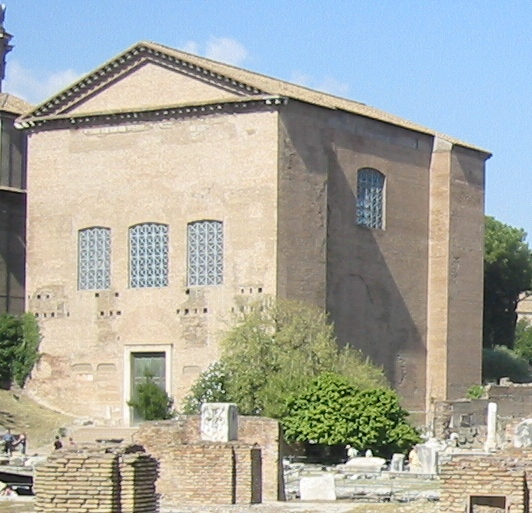
Курія Юлія